# Aérodrome d'Union Island
L'aérodrome d'Union Island Airport (code IATA : UNI • code OACI : TVSU) est le aéroport desservant l'Union Island, paroisse des Grenadines, Saint-Vincent-et-les-Grenadines. L'aéroport dispose d'une piste assez courte, si bien que le service aérien commercial est accompli à l'aide d'avions à décollage et atterrissage court (ou "STOL" Short Take-off and Landing aircraft).

## Situation
| Canouan Moustique Union Island Argyle Bequia |

## Compagnies aériennes et destinations
| Compagnies       | Destinations                                                                    |
| ---------------- | ------------------------------------------------------------------------------- |
| Mustique Airways | Bridgetown-Grantley-Adams                                                       |
| SVG Air          | Bridgetown-Grantley-Adams, Saint-Vincent-Argyle, Saint-Georges - Maurice-Bishop |

Édité le 03/11/2017